# احتفالات الصحة العالمية
تشير الاحتفالات الدولية إلى فترة مخصصة لمراقبة والتوعية حول قضية ذات اهتمام أو قلق دولي. وقد تم إنشاء العديد من هذه الاحتفالات من قبل الجمعية العامة للأمم المتحدة ، أو المجلس الاقتصادي والاجتماعي للأمم المتحدة ، أو منظمة الصحة العالمية. تمثل احتفالات الصحة العالمية فترة تُستخدم للترويج لقضية ما وحشد الجهود من أجل اتخاذ إجراء. فيما يلي قائمة بالأيام والأشهر التي تم تحديدها كاحتفالات مرتبطة بالصحة.

## يناير
- 4 يناير - اليوم العالمي للغة بريل
- 30 يناير - اليوم العالمي لمرض الجذام

## فبراير
- اليوم العالمي للسرطان
- اليوم العالمي للمريض
- اليوم العالمي لسرطان الأطفال[بحاجة لمصدر]
- يوم الأمراض النادرة

## مارس
- اليوم العالمي لمرض السل

## ابريل
- يوم الصحة العالمي
- اليوم العالمي للتوعية بمرض باركنسون[بحاجة لمصدر]
- اليوم الأوروبي لحقوق المرضى[بحاجة لمصدر]
- اليوم العالمي لمرض شاغاس
- اليوم العالمي للملاريا
- شهر التوعية بسرطان الخصية
- اسبوع التحصين العالمي

## مايو
- الأسبوع الأوروبي للوقاية من السرطان[بحاجة لمصدر]

## يونيو
- اليوم العالمي لحماية الأطفال[بحاجة لمصدر]
- اليوم العالمي للمتبرعين بالدم
- شهر صحة الرجل
- شهر السلامة الوطني
- اسبوع صحة الرجل العالمي
- اسبوع صحة الرجل

## يوليو
- اليوم العالمي لالتهاب الكبد

## أغسطس
- الأسبوع الأول من شهر أغسطس – الأسبوع العالمي للتوعية بالرضاعة الطبيعية[بحاجة لمصدر]

## أكتوبر
- شهر التوعية بسرطان الثدي
- شهر التوعية بالنباتيين
- اليوم العالمي للصحة النفسية
- اليوم العالمي لالتهاب المفاصل[3]
- اليوم العالمي لهشاشة العظام[4]
- يوم التوعية بالتقزم

## نوفمبر
- اليوم العالمي للسكري
- الأسبوع العالمي للتوعية بالمضادات الحيوية [5]
- شهر النباتي العالمي

## ديسمبر
- اليوم العالمي للإيدز
- اليوم الدولي للتأهب للأوبئة

## انظر ايضا
منظمة الصحة العالمية